# TRIP10
TRIP10‏ (Thyroid hormone receptor interactor 10) هوَ بروتين يُشَفر بواسطة جين TRIP10 في الإنسان.